# Spelle
Spelle est une commune d'Allemagne située dans l'arrondissement du Pays de l'Ems (Basse-Saxe). La commune s'étend sur 34,20 km2.

## Économie
- Le groupe industriel Krone possède son siège social à Spelle.

## Personnalités
- Heinz Kulüke (1956) supérieur général de la Société du Verbe Divin